# Line Kjærsfeldt
Line Højmark Kjærsfeldt (Aarhus, 20 de abril de 1994) es una deportista danesa que compite en bádminton, en la modalidad individual.
Ganó tres medallas en el Campeonato Europeo de Bádminton entre los años 2016 y 2025. En los Juegos Europeos obtuvo dos medallas, oro en Bakú 2015 y bronce en Minsk 2019.

## Palmarés internacional
| Juegos Europeos    | Juegos Europeos            | Juegos Europeos   | Juegos Europeos |
| Año                | Lugar                      | Medalla           | Prueba          |
| ------------------ | -------------------------- | ----------------- | --------------- |
| 2015               | Bakú (Azerbaiyán)          | Medalla de oro    | Individual      |
| 2019               | Minsk (Bielorrusia)        | Medalla de bronce | Individual      |
| Campeonato Europeo |                            |                   |                 |
| Año                | Lugar                      | Medalla           | Prueba          |
| 2016               | La Roche-sur-Yon (Francia) | Medalla de bronce | Individual      |
| 2018               | Huelva (España)            | Medalla de bronce | Individual      |
| 2025               | Horsens (Dinamarca)        | Medalla de oro    | Individual      |